# AeroSpace and Defense Industries Association of Europe
AeroSpace and Defense Industries Association of Europe est un organisme européen, sis à Bruxelles, né en 2004 de la fusion entre l'AECMA, l'EDIG et Eurospace. Il représente auprès des institutions les partenaires qu'il fédère au sein de l'industrie aéronautique, spatiale et militaire.
Le but de l'organisme est d’améliorer le développement compétitif de l'industrie de défense en Europe. Il a plusieurs missions, notamment la représentation de ses membres et le guichet unique pour ceux-ci et les institutions européennes.